# Domenico Cremonesi
Domenico Cremonesi (Codogno, 31 gennaio 1919 – Genova, 11 settembre 1983) è stato un calciatore italiano, di ruolo ala.

## Carriera
Ha disputato con la Cremonese il Campionato Alta Italia girone Lombardo nel 1944. Giocò  con il Milan l'anomalo campionato 1945-1946, con 5 presenze e una rete (nel pareggio esterno contro la Juventus del 30 gennaio 1946 all'attivo. ha collezionato inoltre 73 presenze e 23 reti in Serie B, tutte con la maglia della SPAL.